# Jean Calvé
Jean Calvé (Cormeilles-en-Parisis, 30 aprile 1984) è un ex calciatore francese, di ruolo difensore.